# Ibicaraí
Ibicaraí es un municipio brasileño del estado de Bahía. Tiene una población estimada, en 2021, de 21.083 habitantes.
Fue elevada a la condición de villa en 1937 bajo la denominación de "Villa Palestina". Por la ley estatal nº 141, de 1941, creó el nombre de Ibicaraí, que en la lengua tupí quiere decir "Tierra Sagrada".

## Localización
El municipio de Ibicaraí está localizado en el sur del Estado de Bahía, en la Zona Centro Oeste de la Región Cacaueira.